# هری ساوث
هری ساوث (انگلیسی: Harry South؛ ۷ سپتامبر ۱۹۲۹ – ۱۲ مارس ۱۹۹۰) یک نوازنده پیانو، آهنگساز و تنظیم‌کننده اهل بریتانیا بود.
از فیلم‌ها یا مجموعه‌های تلویزیونی که وی در آن‌ها نقش داشته است می‌توان به سوئینی اشاره نمود.